# Nartuby
Nartuby – rzeka we Francji, przepływająca przez teren departamentu Var, o długości 34,7 km. Stanowi dopływ rzeki Argens.